# Église Saint-Martin de Charenton-du-Cher
L'église Saint-Martin de Charenton-du-Cher, est une église catholique française, située dans le département du Cher, sur la commune de Charenton-du-Cher.

## Historique

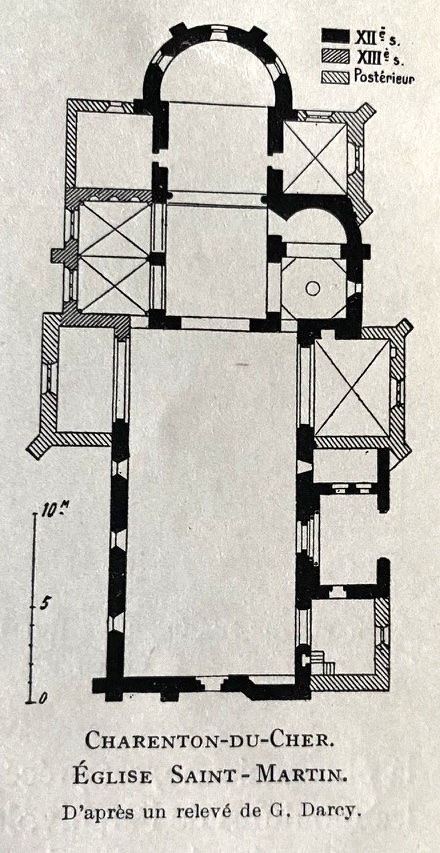
Plan de l'église de Charenton-du-Cher.

L'église est probablement une ancienne chapelle castrale,. 
L'église édifiée en style roman est dédiée à saint Martin, elle a été restaurée au XXe siècle.
L'église est inscrite au titre des monuments historiques depuis janvier 1927.

## Description
L'église se compose d'une nef unique, sans bas-côtés, couverte par une charpente apparente lambrissée ; suivi d'une travée de chœur voûtée en berceau plein cintre puis d'un sanctuaire formé d'une travée voûtée en berceau ogival et d'une abside voûtée en cul de four. De chaque côté de la nef, près du chœur, s'ouvre une chapelle. Sur la travée de chœur est situé, à gauche, une chapelle formant bas-côté et, à droite, une travée portant une coupole octogone sur de petits pendentifs, au-dessus de laquelle s'élève le clocher et sur laquelle s'ouvre une absidiole demi-circulaire voûtée en cul de four. 
La façade occidentale, dont le portail est en plein cintre  bordé d'une archivolte garnie de rubans plissés angevins, est surmonté d'une fenêtre gothique et d'une petite baie latérale romane.
Le portail latéral sud de la nef date de la fin du XIe siècle. Il est dénué de tympan et la porte est surmontée d'un triple rang de claveaux. L'archivolte décrit un arc en plein cintre outrepassé, sur des colonnes engagées. Au dessus du portail court un cordon de billettes qui longe toutes les parties les plus anciennes de l'église en épousant même les contreforts. Cette porte est précédée d'un porche formé par des adjonctions établies aux XVe et XVIe siècles sur le côté de la nef. La nef, le chœur, le sanctuaire et son abside, la travée de clocher et son absidiole, et le clocher paraissent dater de la fin du XIe siècle. La chapelle formant bas-côté du chœur paraît dater de la fin du XIIe siècle. Les baies et les parements extérieurs, ont été remaniés au XVe siècle et au  XVIe siècle, voire à l'époque moderne.
Deux passages berrichons permettent le passage entre la nef et les chapelles adjacentes au chœur.

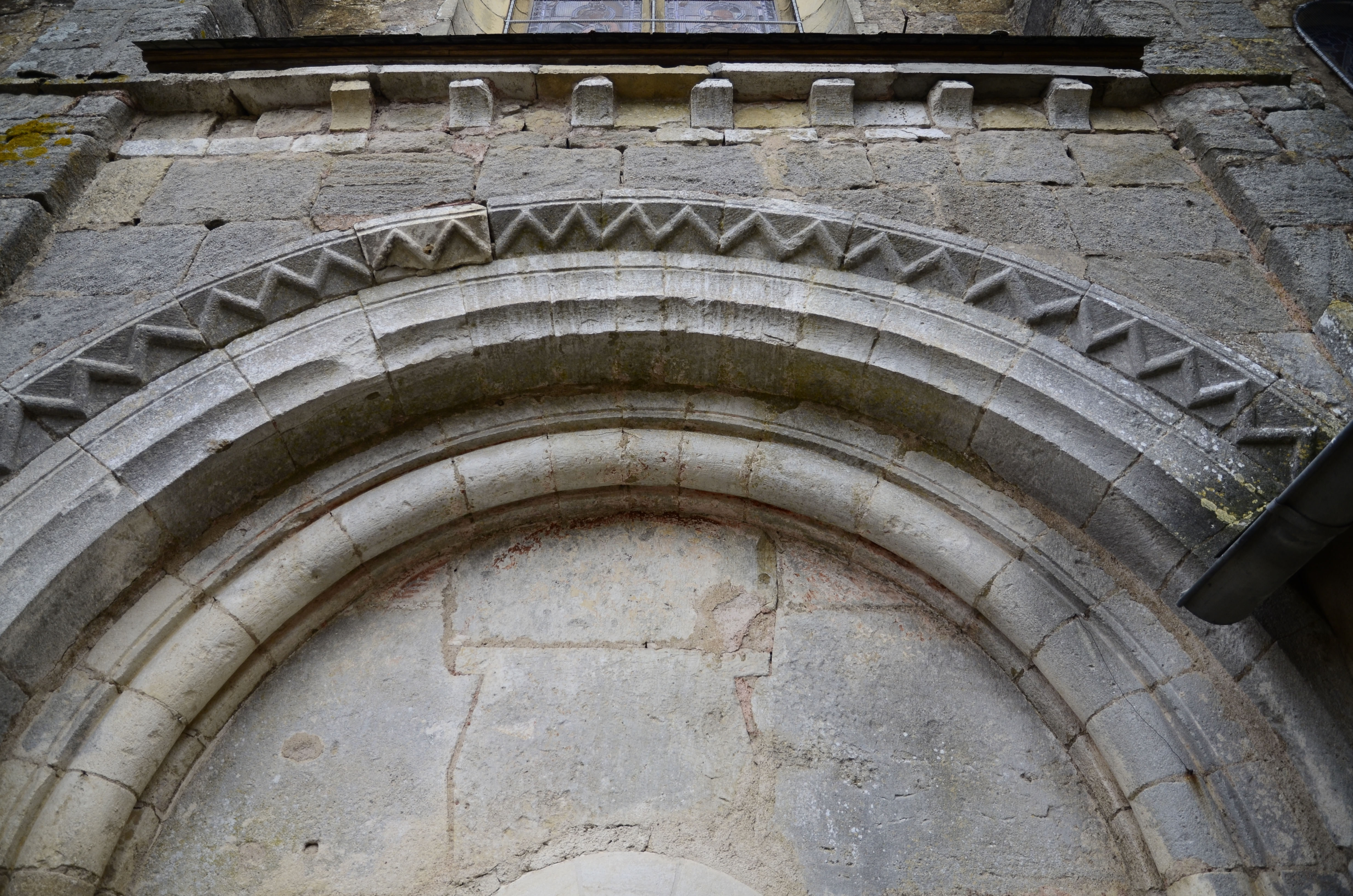
Portail latéral sud.
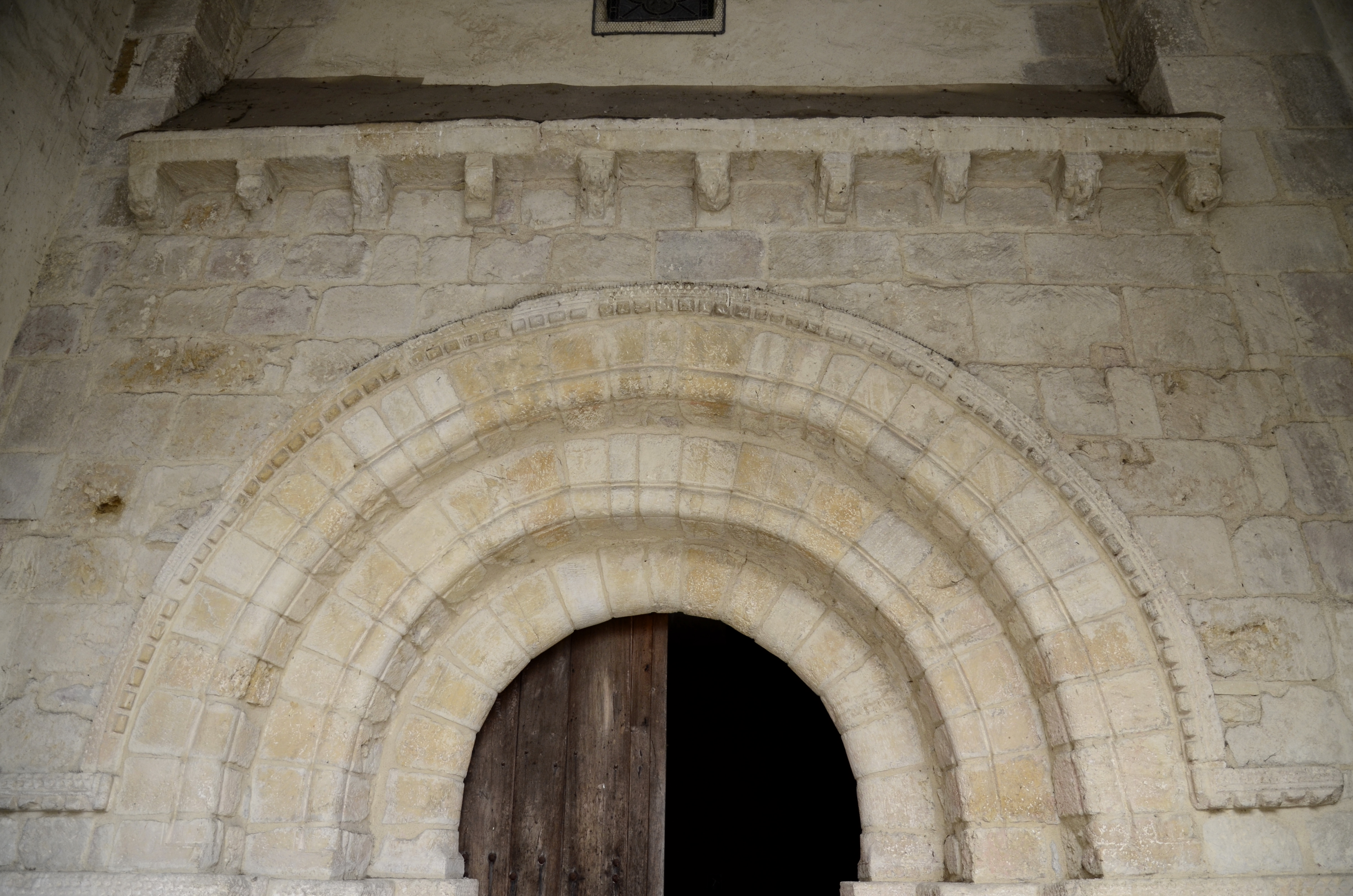
Portail.
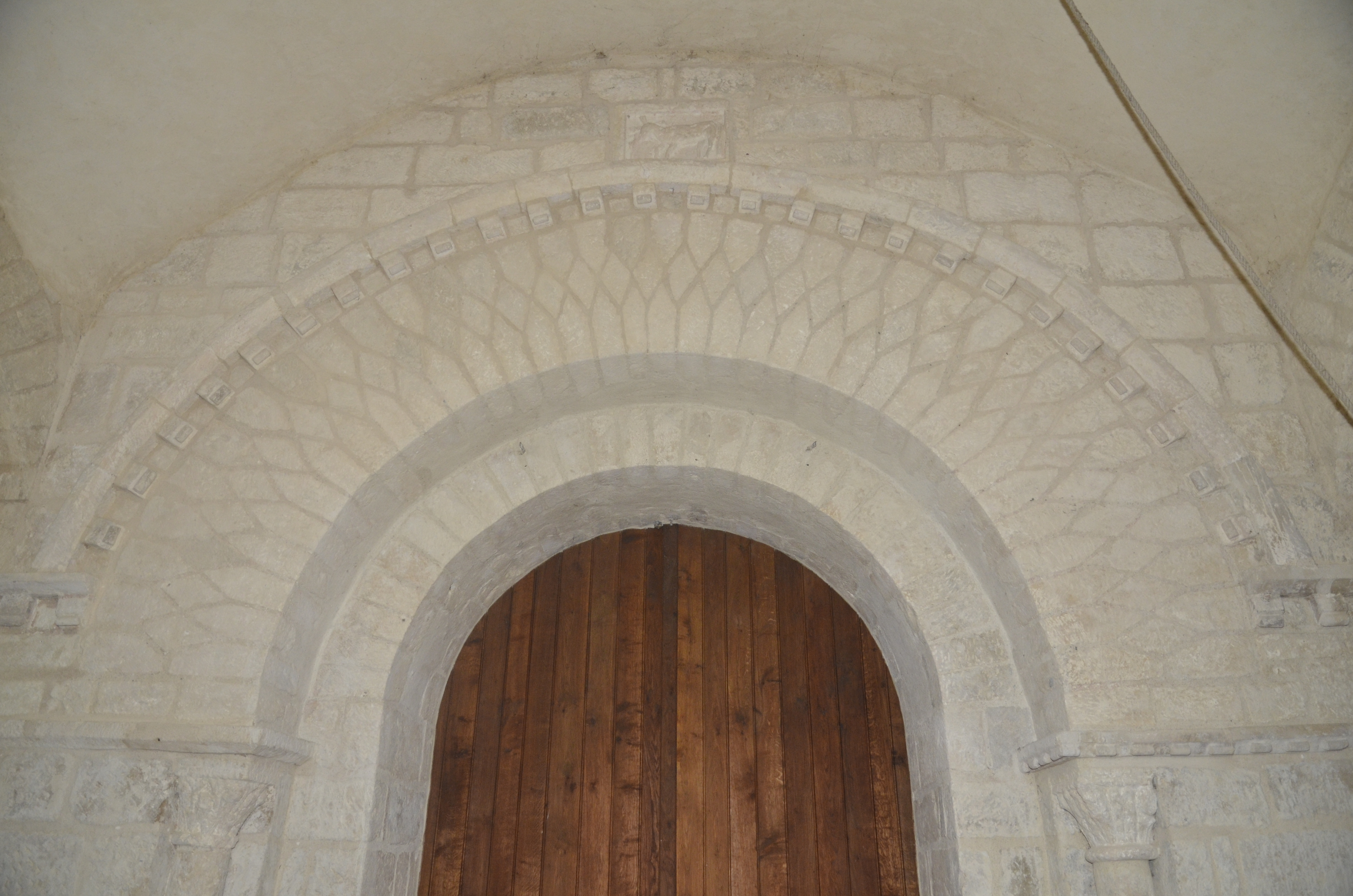
Portail de la chapelle nommée Notre-Dame-de-Grâce de l'ancienne abbaye.

## Dimensions
- longueur totale de l'édifice : 38,70 m
- hauteur totale du clocher : 42 m
- largeur d'un côté du clocher : 5,90 m
- largeur du porche gothique : 3 m
- hauteur du porche gothique : 4,70 m
- largeur du porche roman : 1,55 m